# Joseph Eduard Mose
Joseph Eduard Mose (* 16. August 1825 in Frankenstein, Kreis Frankenstein i. Schles., Provinz Schlesien; † 9. August 1898 in Breslau) war ein deutscher Architekt, der besonders in Schleswig-Holstein gewirkt hat.

## Leben
Als Maurerlehrling arbeitete Mose beim Bau des Schlosses Kamenz mit, das Karl Friedrich Schinkel entworfen hatte. 1844 bis 1845 war er Bauleiter bei Christian August Hahnemann in Berlin und arbeitete im Zeichenbüro von Eduard Knoblauch, außerdem besuchte er die dortige Königliche Bau-Gewerks-Schule. Nach dem Abschluss des Baukondukteur-Examens 1846 wurde er von Knoblauch nach Holstein entsandt, wo er als Bauleiter der Blomenburg bei Selent und der Erweiterungsbauten am alten Herrenhaus Salzau tätig war. 1850 unternahm Mose eine Kunstreise nach Oberitalien, sein Skizzenbuch dieser Reise ist erhalten. 1851 ließ Mose sich in Preetz nieder. Im selben Jahr erkrankte er schwer an Typhus und legte nach seiner Genesung die Prüfung als Maurermeister ab. Im November 1852 heiratete er in Breslau Hedwig Fischer, beide hatten sechs Kinder, darunter die spätere Schriftstellerin Josepha Mose.
Joseph Eduard Mose wohnte bis 1865 in Preetz. In dieser Zeit arbeitete er in erster Linie als Architekt auf adeligen Gütern wie Panker, Perdöl, Schönböken, Altenhof, Neuhaus, Bothkamp und Sophienhof. In Preetz baute er für das dortige Kloster, leitete die neugotische Umgestaltung der Preetzer Stadtkirche und entwarf das Preetzer Krankenhaus. In Neumühlen bei Kiel konzipierte und leitete er den Bau einer mit Dampfkraft betriebenen Mühlenfabrik. Von Mose stammten in Preetz weiterhin die Häuser Kieler Straße 21 und Bahnhofstraße 14.
1865 zog Mose nach Kiel, das seit dem Frühjahr 1865 preußische Marinestation war und sich ab da rasant zur Großstadt entwickelte. Mose errichtete zunächst zwei Mietwohnhäuser in der Dammstraße, in eines dieser Häuser zog er selbst mit seiner Familie ein. In den ersten Jahren war er daneben beim Ausbau der Festungsanlagen tätig. Auch in seiner Kieler Zeit war Mose wieder auf adeligen Gütern in der Umgebung mit Um- und Ausbauten tätig, so zum Beispiel in Hohenstein, Büstorf, Helmstorf bei Lütjenburg, Kühren bei Preetz, Louisenlund und Grünholz. Nachdem 1881 das Herrenhaus Salzau abgebrannt war, bekam Mose den Auftrag, einen Herrensitz neu zu errichten. 1886 führte Mose umfangreiche Restaurierungen an der Preetzer Klosterkirche durch. In seiner Kieler Zeit entwickelte sich Mose daneben zu einem Spezialisten für „Eiskelleranlagen“.
1872 gründete Mose die „Kieler Bauhütte“ und 1873 als Dachverband den „Norddeutschen Baugewerken-Verein“ in beiden Verbänden hatte er jahrelang leitende Positionen inne.
1893 beendete Mose seine berufliche Tätigkeit und zog mit seiner Tochter Josepha nach Breslau.